# Ponthir
Ponthir är en community i Storbritannien.   Den ligger i kommunen Torfaen och riksdelen Wales, i den södra delen av landet, 200 km väster om huvudstaden London.
Förutom samhället Ponthir ingår även samhället Llanfrechfa i communityn.